# Astroworld Festival
O Astroworld Festival é um festival anual de música dirigido pelo rapper americano Travis Scott, realizado em Houston, Texas, no NRG Park, próximo ao antigo local do Six Flags AstroWorld. O festival foi realizado pela primeira vez em novembro de 2018, em 2019 foi realizada a segunda edição do festival.
Em 2020 o festival foi cancelado devido à pandemia COVID-19 nos Estados Unidos. Astroworld Festival 2021 foi originalmente agendado para 5 a 6 de novembro de 2021. Na primeira noite, ocorreu um esmagamento da multidão, resultando na morte de pelo menos oito pessoas e no consequente cancelamento da segunda noite do festival.

## História
O festival foi lançado em 2018, mesmo ano em que Scott lançou seu álbum de estúdio de mesmo nome . As motivações do festival foram descritas como “trazer de volta o espírito amado e a nostalgia do AstroWorld, tornando o sonho de criança de Travis realidade. “ A formação original apresentava principalmente artistas de hip-hop como Young Thug, Post Malone, Metro Boomin e o próprio Scott. As apresentações geralmente se alternam entre dois estágios chamados "Thrills" e "Chills", sendo o estágio "Chills" o maior dos dois. Tanto o making of do festival quanto o álbum de mesmo nome foram os temas do filme original da Netflix de 2019, Look Mom I Can Fly .
O festival voltou em 2019 com uma programação expandida. Além de artistas de hip hop, artistas de outros gêneros como Rosalia e Marilyn Manson, que tocam nuevo flamenco e hard rock respectivamente, adicionaram diferentes gêneros ao festival. O festival foi relatado para aumentar a participação a partir da edição de 2018, para 50.000. Antes do festival, três pessoas ficaram feridas em um incidente onde barricadas colocadas fora da entrada desabaram e fãs correram para entrar no festival.
O festival de 2020 foi cancelado devido à pandemia COVID-19 no Texas, com um retorno prometido em 2021. Scott fez parceria com a Epic Games para produzir um evento virtual para seu videogame Fortnite Battle Royale intitulado "Astronomical", que apresentou uma apresentação no jogo de 15 minutos inspirada no álbum Astroworld e seus visuais (que apresentava a estréia da nova colaboração de Scott com Kid Cudi, " The Scotts ") e desafios, skins e itens cosméticos inspirados em Scott. A apresentação estreou em 23 de abril, com repetições para diferentes fusos horários em 24 e 25 de abril.
Os ingressos para a edição de 2021 foram colocados à venda em 5 de maio de 2021, com o evento se expandindo para um festival planejado de duas noites em 5 e 6 de novembro de 2021. As vendas de ingressos para o festival chegaram a 100 mil, o dobro de 2019. Apesar do aumento acentuado nos preços dos ingressos, eles se esgotaram em 30 minutos. Uma série de eventos conhecidos como "Astroweek" foi realizada para levar ao festival, incluindo softball de celebridades e eventos de golfe em apoio à Fundação Cactus Jack de Scott, lojas pop-up (incluindo uma colaboração de tênis com a Nike ), e a inauguração de uma horta comunitária na Young Elementary School dedicada à avó de Scott (que se juntou a Scott e outros membros da família como parte do corte da fita). Astroweek foi encerrado em 8 de novembro com uma exibição drive-in no Moonstruck Drive-In Cinema do filme Red Rocket com Scott e as aparições do escritor do filme Sean Baker e seu elenco. A exibição no drive-in foi cancelada devido ao evento de esmagamento da multidão. Pelo menos uma dúzia de ações judiciais foram movidas após o festival de 2021.

### Esmagamento em 2021
Na noite de 5 de novembro, ocorreu um pisoteamento que matou pelo menos oito pessoas, e outras 11 tiveram parada cardíaca, de acordo com autoridades do condado de Harris e da cidade de Houston. O esmagamento começou por volta das 21h15 e foi declarado um evento com vítimas em massa às 21h38. Mais de 300 pessoas foram tratadas por ferimentos no festival relacionados ao esmagamento da multidão. A ressuscitação cardiopulmonar foi realizada por paramédicos show nos feridos. Apesar da presença de ambulâncias no meio da multidão, o que foi notado por Scott, a apresentação continuou por mais de trinta minutos após o horário em que o evento de vítimas em massa foi declarado, com a apresentação de Scott terminando por volta das 22:10 ou 22:15. Isso se seguiu a eventos anteriores por volta das 14h, nos quais os participantes correram para a entrada do local, derrubando as barricadas de segurança e atropelando os frequentadores dos shows. A atmosfera anterior da multidão levou o chefe da polícia de Houston, Troy Finner, a alertar Scott sobre o perigo potencial em uma reunião privada antes da apresentação da noite. A segunda noite do show, que aconteceria no dia 6 de novembro, foi cancelada.

## Participações

### 2021
Todas as performances do primeiro dia foram realizadas com exceção a de Drake e Travis Scoot, o segundo dia do show não ocorreu por conta do acidente.
| Todas as performances ocorreram no palco Thrills com exceção da performance combinada de Scott e Drake. - Metro Boomin - Master P - Yves Tumor - Toro y Moi - Don Toliver - Roddy Ricch - Lil Baby - SZA - Travis Scott - Drake |  | As performances que iriam ser feitas este dia foram canceladas. - Teezo Touchdown - SoFaygo - Maxo Kream + Estrelas do rap de Houston - Sheck Wes - BIA - Chief Keef - Earth, Wind & Fire - Baby Keem - 21 Savage - Bad Bunny - Tame Impala - Young Thug + YSL |

### 2019
Em ordem de desempenho. As apresentações começaram no palco Thrills e alternaram entre ele e o palco Chills.
| - Tay Keith - Don Toliver - Pop Smoke - Sheck Wes - Young Dolph + Key Glock - Raper's estrelas de Houston - Megan Thee Stallion - DaBaby - Gucci Mane - Playboi Carti - Young Thug - Migos - Marilyn Manson - Pharrell - Rosalía - Travis Scott - Kanye West |

### 2018
Em ordem de desempenho. As apresentações começaram no palco Chills e alternaram entre ele e o palco Thrills.
| - Tommy Genesis - Smokepurpp - Virgil Abloh - Trippie Redd - Metro Boomin - Sheck Wes - Raper's estrelas de Houston - Gunna - Young Thug - Rae Sremmurd - Post Malone - Lil Wayne - Travis Scott - Post Malone - Lil Wayne - Travis Scott - Young Thug - Migos - Marilyn Manson - Pharrell - Rosalía - Travis Scott - Kanye West |